# Vladas Česiūnas
Vladas Česiūnas, född 15 mars 1940 i Vyšnialaukis i Kaunas län, Litauen, död 16 januari 2023 i Vilnius, var en litauisk kanotist som tävlade för Sovjetunionen.
Han tog OS-guld i C-2 1000 meter i samband med de olympiska kanottävlingarna 1972 i München.